# Alsóköröskény
Alsóköröskény (szlovákul: Dolné Krškany) Nyitra városrésze, egykor önálló falu Szlovákiában, a Nyitrai kerületben, a Nyitrai járásban.

## Fekvése
Nyitra központjától 4 km-re, délre fekszik.

## Története
1242-ben "Keresken" néven említik először. Neve a török kersiken (= pereskedő) szóból származik. Helyén eredetileg egy, a 12. században elpusztult falu, Davarcsány (Dvorčany) állt. A későbbi forrásokban már "Kisköröskény" néven önálló faluként szerepel. 1427-ben a Födémesi családbeliek fizették ki özv. Checheni Katalin itteni hitbérét. A Kereskényi család ősi birtoka.
1703 decemberében itt volt a kuruc csapatok egyik tábora.
Fényes Elek szerint: "Alsó- és Felső-Köröskény, Nyitra m. két egymás mellett lévő tót falu, a Nyitra jobb partján, Nyitrától csak egy órányira délre. Az első számlál 791 kath., 37 zsidó lak., s van benne kath. paroch. templom; a második 783 kath., 14 zsidó lak. Rétei jók; van erdeje és szőlőhegye. F. u. többen."
Nyitra vármegye monográfiája szerint: "Alsó-Köröskény, a Nyitravölgyben, Nyitra szomszédságában. Lakosainak száma 792, a kik túlnyomóan tótajkuak, de erősen magyarosodnak. Vallásuk r. kath. Posta-, táviró- és vasúti állomása Nyitra-Ivánka. A község 1292-ben már szerepel, mint a melyben Deychen Tamásnak félrészbirtoka volt. 1585-ben a törökök kifosztották. A templomot Thuróczy András kapitány 1738-ban kezdte el épittetni. Az épitkezés azonban csak 1788-ban fejeztetett be. Kegyura a vallás-alap. A községben több úrilak van, ezek között Thuróczy Vilmos cs. és kir. kamarás főispáné, Thuróczy Károly kir. tan. m. főorvosé, stb. A lakosok földmiveléssel foglalkoznak. A Thuróczy-család innen vette előnevét."
A trianoni békeszerződésig Nyitra vármegye Nyitrai járásához tartozott.  1936. május 30-án nagy jégeső károsította meg Nyitrát, valamint Alsó- és Felsőköröskény, Berencs, Cabajcsápor, Csekej, Nagyemőke, Nagycétény, Nyitracsehi, Nyitraegerszeg, Salgó, Tormos, Ürmény, Üzbég, Vicsáp és Apáti, illetve Zobordarázs falvakat.
1974-óta Nyitra városrésze, a város déli ipari övezetét képezi.

## Népessége
1880-ban 614 szlovák és 54 magyar anyanyelvű lakta.
1890-ben 673 szlovák és 80 magyar anyanyelvű lakosa volt.
1900-ban 709 szlovák és 146 magyar anyanyelvű lakta.
1910-ben 942 lakosából 470 szlovák és 456 magyar anyanyelvű.
1921-ben 950 lakosából 920 csehszlovák és 20 magyar lakosa volt.
1930-ban 1214 csehszlovák és 6 magyar lakta.

## Nevezetességei

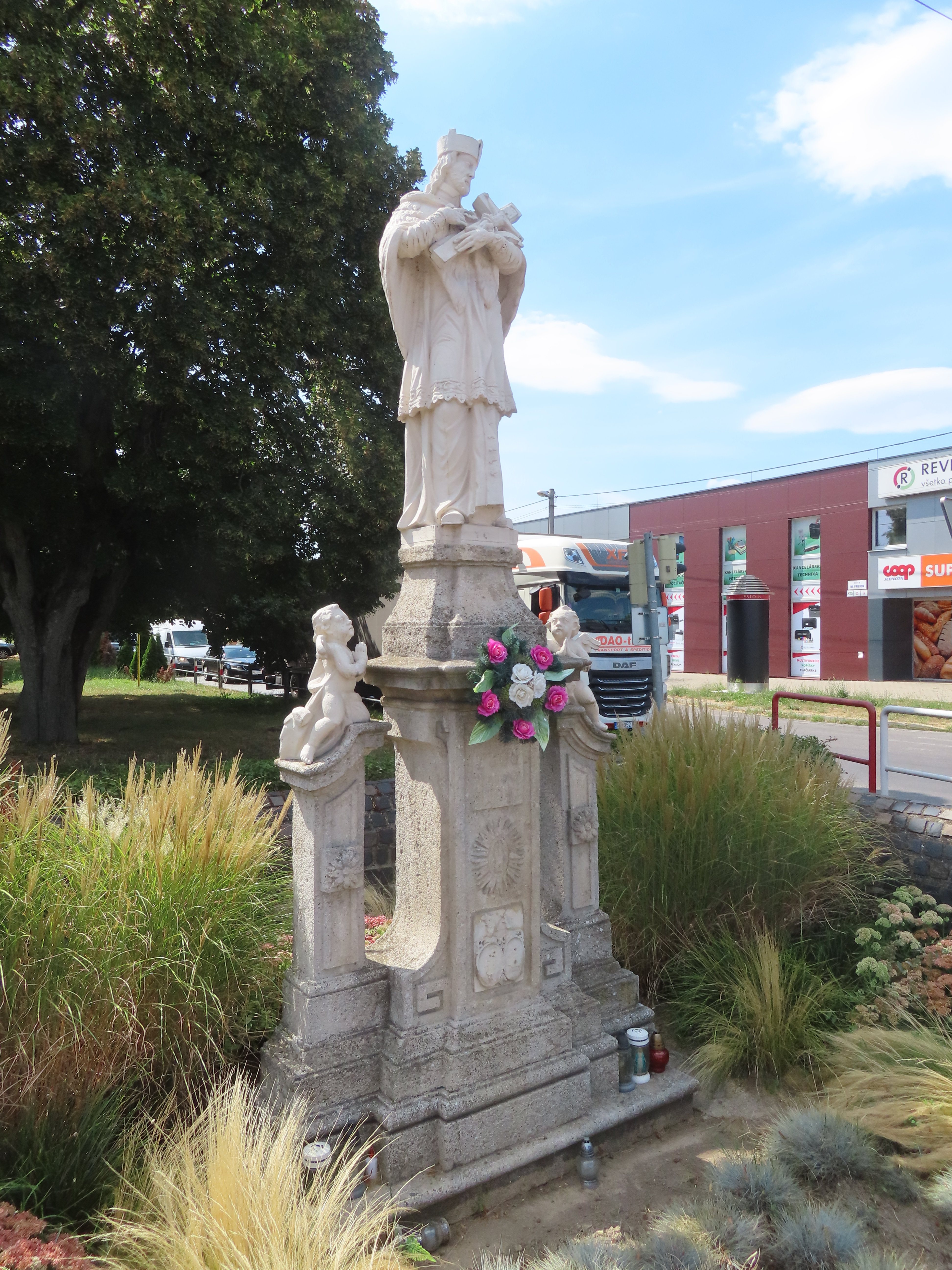

- Szent András apostol tiszteletére szentelt, római katolikus templomát 1744-ben a Thuróczy család építtette barokk stílusban. 1902-ben megújították.

## Neves személyek
- Itt született 1811-ben Markhot János királyi tanácsos, Nyitra vármegyei alispán és országgyűlési képviselő.
- Itt született 1843-ban Knapp József Ármin botanikus.
- Itt született 1843-ban Thuróczy Vilmos főispán.
- Itt született 1850-ben Thuróczy Károly orvos, szakíró.